# نیکولیچوتسی
نیکولیچوتسی (به بلغاری: Nikolichevtsi) یک منطقهٔ مسکونی در بلغارستان است که در شهرستان کیوستندیل واقع شده‌است.